# Yoghi e l'invasione degli orsi spaziali
Yoghi e l'invasione degli orsi spaziali (Yogi and the Invasion of the Space Bears) è un film d'animazione USA per la televisione del 1988 prodotto da Hanna-Barbera.
Fu l'ultimo doppiaggio di Daws Butler, che morì il 18 maggio 1988.
Il film è il decimo e ultimo della serie Hanna-Barbera Superstars 10, composta da dieci film di novanta minuti l'uno e prodotta nel 1987 e 1988.

## Trama
È il giorno di apertura del parco di Jellystone. Il ranger Smith ha addestrato tutta la sua squadra di ranger per catturare Yoghi e spedirlo in Siberia, ma ancora una volta Yoghi si rivela più furbo di lui e con vari stratagemmi riesce a impossessarsi dei cestini da picnic di parecchi ospiti, con l’aiuto del fedele amico Bubu. Quella notte però, due alieni, Zor 1 e Zor 2 rapiscono Yoghi e Bubu, conducendoli sul pianeta Daxson.
Qui i due alieni presentano Yoghi e Bubu al loro crudele capo DAX Nova, il quale rivela di voler creare parecchi cloni dei due orsi con i quali invadere la terra. Nel frattempo Cindy cerca ovunque Yoghi, chiedendo aiuto anche all’Orso della Montagna e al ranger Smith, al quale non pare vero che il parco sia ora così tranquillo, ma inutilmente. Dopo aver creato alcuni cloni, DAX Nova li invia al parco di Jellystone, mentre i veri Yoghi e Bubu vengono lanciati nello spazio. I cloni si rivelano però assai goffi e incapaci. Cindy incontra una coppia di cloni e crede di aver ritrovato il marito, ma lo lascia irritata, davanti al suo atteggiamento ebete. I ranger riescono a catturare tre coppie di cloni e li portano da Smith, il quale crede allora di essere malato e di soffrire di allucinazioni.
I veri Yoghi e Bubu riescono a riavvicinarsi a Daxson e finiscono per incontrare la Banda Matta, un gruppo di alieni oppositori di DAX Nova capeggiati dall’orsetta Snulu, di cui Bubu si innamora. Con l’aiuto di Snulu, Yoghi e Bubu riescono a sfuggire a DAX Nova, che ha nel frattempo creato un vero esercito di cloni da inviare sulla terra. Con un astuto piano, Yoghi e Bubu si sostituiscono a una delle coppie di cloni in partenza, mentre questi finiscono nelle mani di DAX Nova, convinto così di aver catturato i due fuggitivi. Dopo aver scoperto l’inganno, DAX Nova va su tutte le furie e, per un errore del suo comandante, viene espulso nello spazio. Decide allora di rinunciare a conquistare la terra. Arrivati sulla terra, Yoghi e Bubu riescono a farsi riconoscere da Cindy. Il parco è però invaso dai cloni, mentre i ranger sono nella confusione totale e Smith non vuole alzarsi da letto, credendo di essere gravemente malato. Tuttavia, Yoghi e Bubu riescono a impossessarsi del telecomando con cui Zor 1 e Zor 2 controllano i cloni, disattivandoli. 
I cloni immobilizzati vengono poi regalati da Yoghi e Bubu ai visitatori come mascotte, ed il ranger Smith si congratula con loro per aver salvato il parco.

## Doppiaggio
| Personaggio                   | Doppiatore originale | Doppiatore italiano |
| ----------------------------- | -------------------- | ------------------- |
| Orso Yoghi                    | Daws Butler          | Gino Pagnani        |
| Bubu                          | Don Messick          | Sandro Pellegrini   |
| Ranger Smith                  | Don Messick          | Giorgio Lopez       |
| Orsetta Cindy                 | Julie Bennett        | Isa Di Marzio       |
| Snulu                         | Susan Blu            | Susanna Fassetta    |
| Orso montanaro                | Sorrell Booke        | Sandro Sardone      |
| Zor uno                       | Townsend Coleman     | Massimo Milazzo     |
| Ranger Roubideux              | Peter Cullen         | Vittorio Amandola   |
| Zor due                       | Rob Paulsen          | Massimo Milazzo     |
| Ragazzina                     | Maggie Roswell       | ?                   |
| Ranger Jones                  | Michael Rye          | ?                   |
| DX Nova                       | Frank Welker         | Piero Tiberi        |
| Ranger Brown                  | Patric Zimmerman     |                     |
| Orsetta Cindy (parte cantata) | Linda Harmon         |                     |
| Voci varie                    | Victoria Carroll     |                     |